# Förlängning i fotboll
En förlängning tas till då en match som kräver en vinnare är oavgjord efter ordinarie speltid. Förlängningen spelas fördelad på två halvor om 15 minuter vardera utan en längre paus emellan. Lagen byter dock planhalva efter den första kvarten vilket medför en liten paus. Kan lagen efter förlängning fortfarande inte skiljas åt vidtager straffsparksläggning.
Mellan 1996 och 2002 var golden goal en vanlig förlängningsform i stora tävlingar. Den innebar att det första målet under förlängningstiden avgjorde matchen. Även silver goal var, framför allt under säsongerna 2002-2003 och 2003-2004, i bruk under vissa turneringar, om man i en silver goal-förlängning gjorde mål spelades den kvarten klart vilket gjorde att om man gjorde mål i den första kvarten tog matchen slut när den kvarten var slut och detsamma gällde om man gjorde mål i den andra kvarten. Numera spelar man dock färdigt båda de extra halvlekarna, oavsett om det blir mål.

### Fotnoter
1. ↑  ”UEFA avskaffar golden goal”. Sveriges radio. 24 april 2002. https://sverigesradio.se/sida/artikel.aspx?programid=179&artikel=61900. Läst 7 juli 2018.